# 896 Сфінкс
896 Сфінкс (896 Sphinx) — астероїд головного поясу, відкритий 1 серпня 1918 року.
Тіссеранів параметр щодо Юпітера — 3,571.